# Tezcatzóncatl
Tezcatzóncatl (del náhuatl: Teskatsonkatl ‘cabellos de espejo’‘teskatl, espejo; tsontli, cabellos’) en la mitología mexica es un espíritu o dios menor de la embriaguez, y es uno de los cuatrocientos espíritus o dioses menores de los borrachos llamados Centzon Totochtin, los cuatrocientos hijos de Patécatl y Mayáhuel, él cual venerado bajo la forma de un conejo.